# Remember (Walking in the Sand)
Remember (Walking in the Sand) är en låt av The Shangri-Las skriven av Shadow Morton. Låten släpptes som den första singeln av gruppen från 1964 och nådde nummer 5 på Billboard Hot 100. När tidskriften Rolling Stone skulle ranka de 500 bästa sångerna genom tiderna nådde låten plats 395.
Morton ville bli känd i musikbranschen och träffade sin flickvän Ellen Greenwich som hade blivit känd i musikbranschen. Hon frågade vad han gjorde och han svarade att han skrev låtar fast han aldrig skrivit en låt. Hon frågade vad han skrev för typer av låtar och han svarade hitlåtar. Då fick han en vecka på sig att skriva en låt där resultatet blev Remember (Walking in the Sand). Låten var från början 7 minuter lång men kortades ner till drygt 2 minuter.

## Coverversioner
1979 gjorde Louise Goffin en cover på låten som nådde topp 50 på Billboard Hot 100, och följande år gjorde Aerosmith också en cover på låten som släpptes som den första och enda singeln från albumet Night in the Ruts och nådde nummer 67 på Billboard Hot 100.